# Вольфсон, Лиза
Ли́за Во́льфсон (англ. Lisa Wolfson; 1963, Портленд, Орегон, США — 23 февраля 2011, там же) — американская писательница.

## Биография
За свою первую книгу «Flash Burnout» писательница получила премию «William C. Morris YA Award». Её второй роман «The Mermaid’s Mirror» вышел в 2010 году. В интервью 2010 года писательница рассказала, что ранее она использовала псевдоним Л. К. Мадиган.
Писательница 20 лет страдала раком молочной железы. В январе 2011 года Вольфсон сообщила на своём блоге, что ей диагностирован рак поджелудочной железы, сказав «Я даже не боюсь смерти. Мы все когда-то умрём». Уже в следующем месяце — 23 февраля 47-летней Лизы Вольфсон не стало.